# 27267 Віберг
27267 Віберг (27267 Wiberg) — астероїд головного поясу, відкритий 28 грудня 1999 року.
Тіссеранів параметр щодо Юпітера — 3,534.